# 8329 Speckman
8329 Speckman è un asteroide della fascia principale. Scoperto nel 1982, presenta un'orbita caratterizzata da un semiasse maggiore pari a 3,1736894 UA e da un'eccentricità di 0,1314703, inclinata di 2,30819° rispetto all'eclittica.